# نيثي بيتيشيو
نيثي بيتيشيو (مواليد 11 أبريل 1992) هي ملاكمة فيليبنية، شاركت في أولمبياد 2020.